# Juliusz Rómmel
Juliusz Rómmel (3 de junio de 1881, Hrodna - 8 de septiembre de 1967, Varsovia) fue un militar polaco, con rango de general del Ejército polaco, que tomó parte en la Segunda Guerra Mundial, en la que su actuación resultó controvertida como comandante de dos ejércitos polacos durante la Invasión de Polonia en 1939.

## Formación
En 1903 se graduó en la Escuela de Artillería de Constantino en San Petersburgo, pasando a prestar servicios en el Ejército Imperial ruso, en el que alcanzó el grado de coronel.

## Primera Guerra Mundial
Durante la Primera Guerra Mundial estuvo al mando de la 1.ª Brigada de Artillería. En 1917 fue transferido al II Cuerpo de Ejército polaco que se estaba formando en la zona de Ucrania, siendo uno de los organizadores del mismo.

## Guerra Civil Rusa
Durante la Guerra Civil Rusa estuvo al mando de la Brigada Ligera Polaca, uno de los componentes de la 4.ª División de Fusileros polacos del general Lucjan Żeligowski. Internado por Austria-Hungría, en 1918 se integró en el Ejército polaco.

## Guerra Polaco-Soviética
Siendo al principio un oficial al mando de la 1.ª División de Infantería polaca, durante la Guerra Polaco-Soviética fue, no obstante, el impulsor de la 1.ª División de Caballería. Al mando de la misma, alcanzó una victoria asombrosa en la batalla de Komarów, la mayor batalla de caballería del siglo XX, lo que más tarde contribuiría a su popularidad en Polonia. También luchó con distinción en las filas del Grupo Operacional de Józef Haller, del III Ejército de Władysław Sikorski durante la batalla del Río Niemen.
Tras la guerra, en 1922 ascendió al rango de general de brigada, prosiguiendo su carrera militar, en la que ocupó distintos destinos. Entre otros puestos de mando, siguió mandando unidades de combate hasta 1924 para pasar a ser Inspector del Ejército entre 1926 y 1939 del Cuerpo de Inspectores Generales de las Fuerzas armadas. En 1928 fue ascendido a teniente general.

## Segunda Guerra Mundial
En marzo de 1939, en el marco de la escalada de la tensión internacional provocada por la Alemania nazi y que desembocaría poco después en la Segunda Guerra Mundial, se le dio el mando del Ejército de Lodz, un grupo táctico del Ejército polaco cuya misión era la de unir los flancos sur y norte del Ejército polaco durante la probable guerra con el Tercer Reich. Rómmel desplegó sus fuerzas en las inmediaciones de la frontera con Alemania.
Cuando la Segunda Guerra Mundial finalmente estalló el 1 de septiembre de 1939, con la invasión de Polonia, el despliegue ordenado por Rómmel demostró ser un error fatal, ya que, sin ningún tipo de defensas naturales, las tropas de Rómmel podían ser fácilmente objeto de una maniobra de cerco, como así sucedió, separándole del resto de las unidades del Ejército polaco, sin muchas posibilidades ni para actuar como un pivote de la defensa polaca ni para retirarse huyendo del enemigo.
En circunstancias todavía no esclarecidas completamente, Rómmel y su cuartel general se vieron separados de su ejército y se encaminaron hacia Varsovia, a donde llegaron en la noche del 7 al 8 de septiembre. El comandante en jefe del Ejército polaco, Edward Rydz-Śmigły (que se hallaba entonces en Brest), le entregó el mando sobre todas las tropas que se habían podido reunir en Varsovia para la defensa de la ciudad, el Ejército de Varsovia, lo que incluía a la Fuerza de Defensa de Varsovia bajo el mando del general Walerian Czuma y la Fuerza de Defensa de la Fortaleza de Modlin al mando del general Wiktor Thommée.
Rydz-Śmigły emitió una orden que decía que debía: "... defender la ciudad mientras quedasen municiones y suministros, para entretener a tantas fuerzas enemigas como fuese posible". Sin embargo, firmó la capitulación de Varsovia el 28 de septiembre.
Juliusz Rómmel pasó el resto de la guerra internado en campos de prisioneros de guerra alemanes, estando sus últimos años en el Oflag VII-A Murnau.
Después de su liberación en 1945, al no ser bienvenido en el II Cuerpo de Ejército polaco que combatía junto con los Aliados occidentales, decidió volver a la Polonia controlada por los comunistas.

## Posguerra
Debido a su regreso, fue convertido por la propaganda comunista en un héroe de guerra. También se le concedió la Orden Virtuti Militari. En 1947 se retiró del Ejército y pasó el resto de su vida dedicado a escribir libros.